# 李桓 (康熙進士)
李桓（？年—？年），字伯威，河南歸德府睢州人，民籍，行一，具慶下，由廩膳生員，治書經，康熙五十九年庚子科河南鄉試第二名舉人，康熙六十年辛丑科會試中式第91名，殿試三甲。